# إحكام صنعة الكلام
إحكام صنعة الكلام -للوزير الأندلسي أبي القاسم محمد بن عبد الغفور الكلاعي ، وهومن الكتب الهامة التي بقيت رغم عوادي الزمن التي اجتاحت الآثار الأندلسية. وضع المؤلف كتابه لدراسة النثر وفنونه، وبحث ضروب الكلام وأنواعه، قال: "وإنما خصصت المنثور لأنه الأصل الذي أمن العلماء -لامتزاجه بطبائعهم-ذهاب اسمه فأغفلوه، وضمن الفصحاء-لغلبته على أذهانهم بقاء وسمه فأهملوه. ولم يحكموا قوانينه، ولا حصروا أفانينه". وهو يعد أيضاً من أهــم المؤلَّفات النقديــة التي ألِّفِت في ميدان دراسة النثر وفنونه، وقد قام بتحقيقه محمد رضوان الداية.                        

## التعريف بالمؤلف
الكلاعي هو أبو القاسم محمد بن عبد الغفـور بن محمد بن عبد الغفور الإشبيلـي الأندلسي.وينتمى إلى أسرةٍ عريقة مشهورة من أسر العلم والأدب  والوزارة في إشبيلية بالأندلس، فجده هو ذو الوزارتين أبو القاســم محمد بن عبد الغفــور صاحب المعتمد بن عبَّاد، وتوفي في ريعان شبابه،وكان والده عبد الغفور بن محمد بن عبد الغفور الأندلسي من الأدباء الأجلاء في عهده  ، أما أبو القاسـم محمد بن عبد الغفور الكلاعي _مؤلفنـا الذي نحن بصدد التعريف بكتابه_فالمعلومـات عنه مقتضـبة للغايــة، ولم تسعفنا المظان بأخبار وافية عن حياته، فمولده ووفاته مجهولان ولا نعلم سوى أنه من أعلام القرن السادس الهجري،ووفاته ربما تكون في منتصف السادس أو نـحو ذلك وللكلاعى مؤلفات عدَّة نذكر منها: {1}الانتصار لأبى الطيــب.  {2} إحكام صنعة الكــلام.       {3}خطبة الإصــــلاح.    {4}الساجعة والغربيـــب.      {5} السَّجع السلطـــانى. 

## التعربف بالكتاب ومضمونه[5][6][7]
من أهم مؤلفاته، وسمَّى كتابه بهذا  الاسم؛ إشارةً إلى أنه في موضوع النثر، وقد ورد اسم في عبارة للمؤلف عارضة، فبعد أنذكر رأيًا استحـسنه قال:" وهذا حسن يجب أن يمتثله من أراد إحكام صنعة الكلام".              
 وبالنسبة إلى تبويب هذا المؤلَّـف، فلوحظ أنه لم يقسـمه بوضوح، فقد صدَّر القسم الثانـــي بكلمة {باب}دون أن يذكر موضوع ذلك الباب، ولكن باستعراض هذا المؤلـف الثرى علم أنه يتكون من  مقدمة وبابين.واستهل مقدمته بتوجيه الحديث إلى شخصية مجهولــة ، وأخبرها أن هناك رجلا _يعرفانه كلاهما_عاب عليه أدبه وكتابته أكثر من مرة ، واتهمه بأربعة أمور:         
الأول : أنه مال إلى الغريب دون المستعمل؛لأنه لا يقدرعليه. 
الثانى: أنه يكتب الإخوانيات  ولا ينفذ في السلطانيات.                                                                                                            الثالث: أنه لا يقابل كل طبقة بما يشاكلها من اللفظ ويطابقها ولا يخاطب كل فرقة بما يشاكلها من المعنى ويطابقها.
الرابع: أنه لم يستطع أن يبارى المعرى ويجاريه ؛لأنه دون مرتبته. 
  وقد حاول الكلاعــي أن يجنِّد قلمــه؛ للرد على هذه الادعاءات، فقال في قضـية الغريب والمستعمل:"إنَّ القادر _أعزَّك الله_ على الغريب يقدر المستعمــل، وهذا يعضده القيــاس، وأمر يقيم أوده البرهان ، ألا ترى كلَّ من بنى حائطًا في غاية النقش والتحسين ، يقدر على بنيانه مختصرًا دون تزيـين،وليس كل من بناه مختصرًا يجد تزيينه وتحسينه ميسَّرًا".                                                                                                  
وأجاب عن موضوع الكتابة الإخوانية والسلطانية بأن قَبِـلَ تَحَـدِّى هذا الشخص الذي قلل من شأنه، وأنشأ ما اقتــرح عليه من موضوع. وألف آنذاك مؤلف" السَّجع السلطانى".وهو على غرار السجع السلطانى لأبى العلاء المعرى                                                             
قسَّــم مقدمة كتابه إلى فصلين:أحدهما عن فضل البيان وقد تحدث فيه عن معنى البيـان ومدلوله  وأهميته، مستشهدًا في ذلك بالقــرآن الكريم، والأحاديث النبوية الشريفــة، والفصل الآخر أشار فيه إلى الترجيح بين الشعر والنثر.ويقول في هذا الفصل:"إن الترجيح بين المنظوم والمنثور يــمٌّ  قد خاض فيه الخائضون ، وميدان قد ركض فيه الراكضون، ورأيى أن القريض قد تزين من الوزن والقافية بحلة سابغة ضافية، صار بها أبدع مطالع، وأصنع مقاطع.... لكن النثر أسلم جانبًا، وأكرم حاملاً وطالبًا. وقد قال رسول الله r:" لأن يمتلىء جوف أحدكـم قيحًا خير له  مـن أن يمتلىء شعرًا"، ولم يقل كتابــة ولا خطابة؛لأن  الشعــر داع لسوء الأدب وفساد المنقلـب ؛لأنه_لضيقه  وصعوبــة طريقه_يحمل الشاعر على الغلــو في الدين، حتى يؤول إلى فساد اليقين ، ويحمله على الكذب ، والكذب ليس من شيم المؤمنين. وقد جانبه الصواب حينما ألصق تهمة الكذب بالشــعراء ؛لأنهـم يمدحون الممدوحين ويبالغون في ذلك؛ لأن  هناك شعراء كثيرين لم يركنــوا إلى التكسب بشعرهم، وهناك _أيضًا_ ممدوحون هم أهل لهذا المدح، ومهما قيل فيهم فلن توفي حقوقهم.هذا من  جانب ومن جانب آخرهل كل ما قيل في تراثنا الشعرى قد انصب وحسب في غرض المـدح، ألا توجد أشعار غيره ، وخاصةً تلك التي أسهمت بنصيب  كبير في التغيير والتطويروالتأثير.  
أما الباب الأول من المؤلف  فقد جعله مقصورًا على الكتابة  وآدابها ، وما يتعلق بأسبابهـا ،  وهو يتكون من عدة فصول تبحث في إجادة الخـــط ،وكيفـية العنونة ،وصدور الرسـائل، والاستفتاح والدعاء والســـلام، ومكاتبة أهل الكفر، وأقسام الخطابـة وغيرها. بينما ذكر في الباب الثانى _وهو الشق الأكبر والأهم_ ضـروب الكلام وأنواع الأساليب ، واختتم مؤلَّفه بقوله: "هذه _أعزَّك الله  _ بضاعة، استخرجتـها يد النصيحة من صـدف الفكر، وفتقتها يمين الأنفــة من كمــام الذكر، وكتبها قلم الاستعجال في صحيفة الارتجال؛إذ الخاطر متقـسم بين تفقه في أدب، وتفقه في شرع، محافظة على فرع، وفي هذا عذر وإن وقع تقصير، ولا ينفرد بالكمــال إلا السميع البصير، جلَّ ثنــاؤه، وتقدَّمت أسماؤه". 